# Édgar Melitón Hernández
Édgar Melitón Hernández Cabrera, röviden Édgar Hernández vagy Melitón Hernández (Veracruz, 1982. október 14. –) egy mexikói válogatott labdarúgókapus, aki jelenleg a Veracruzban szerepel.

## Pályafutása

### Klubcsapatokban
Első profi felnőtt csapatában, a Pachucában 2003. október 26-án lépett pályára egy Santos Laguna elleni mérkőzésen.

### A válogatottban
A válogatottban először 32 évesen, 2015. március 31-én szerepelt egy Paraguay elleni barátságos mérkőzésen, gólt nem kapott.
| Mexikó | Mexikó            | Mexikó                                        | Mexikó | Mexikó   | Mexikó    | Mexikó     | Mexikó | Mexikó  |
| #      | Dátum             | Helyszín                                      | Hazai  | Eredmény | Vendég    | Kiírás     | Gólok  | Esemény |
| ------ | ----------------- | --------------------------------------------- | ------ | -------- | --------- | ---------- | ------ | ------- |
| 1.     | 2015. március 31. | Kansas City, Arrowhead Stadion                | Mexikó | 1 – 0    | Paraguay  | barátságos | 0      |         |
| 2.     | 2015. május 30.   | Tuxtla Gutiérrez, Estadio Víctor Manuel Reyna | Mexikó | 3 – 0    | Guatemala | barátságos | 0      | 45'     |
|        | Összesen          |                                               |        | 2        | mérkőzés  |            | 0      | gól     |